# Termotehnika
Termotehnika je deo energetskog mašinstva koji proučava konstrukciju, upravljanje, postavljanje i održavanje uređaja za grejanje, hlađenje, ventilaciju, klimatizaciju i njihove elemente, kao što su pumpe, ventilatori, kompresori, razmenjivači toplote, cevovodi itd.

## Predmet izučavanja
Izučavaju se najrazličitije primene termotehničkih sastava kao što su npr. grejanje stambenih zgrada, grejanje i ventilacija industrijskih objekata, klimatizacija računarskih instalacija ili bolnica, hlađenje te smrzavanje u hladnjačama i sl. Pri tome se naročita pažnja posvećuje racionalnom korišćenju energije uz upotrebu obnovljivih izvora, gdje je to moguće.

## Termotehnička postrojenja
Termotehnička postrojenja održavaju u zadanim prostorima mikroklimatske uslove primerene nameni tih prostora nezavisno od meteoroloških prilika. Ona su opšteprisutna u savremenom okruženju, a s porastom standarda i tehnološkog razvoja njihova primena postaje sve učestalija.